# Rodolfo IV de Baden-Pforzheim
Rodolfo IV de Baden-Pforzheim (em alemão:  Rudolf IV. von Baden-Pforzheim; morto em 25 de junho de 1348), foi um nobre alemão, pertencente à Casa de Zähringen, e que foi Marquês de Baden-Pforzheim de 1291 até à sua morte.
Em 1335, pela morte do seu primo Rodolfo Hesso, Rodolfo IV herdou Baden-Baden que juntou a Baden-Pforzheim.

## Biografia
Rodolfo IV era o segundo filho do marquês Hermano VII de Baden-Baden e de sua mulher Inês de Truhendingen.
Como filho mais novo, ele foi inicialmente destinado a uma carreira eclesiástica, tornando-se cónego em Espira. No entanto, quando o seu pai morreu, em 1291, a Marca de Baden-Baden foi repartida pelos três filhos: Frederico II, o filho mais velho, herdou Baden-Eberstein; e os dois filhos mais novos, Rodolfo IV e Hermano VIII, herdaram conjuntamente Baden-Pforzheim.
O governo conjunto em Baden-Pforzheim acabou em 1300 com a morte Hermano VIII. A partir daí, Rodolfo governou sózinho.
No conflito entre o duque Leopoldo I da Áustria e o Imperador Luís IV, inicialmente alinhou com Leopoldo mas, pouco depois, mudou de lado aliando-se a Luís IV que, em 1334, lhe deu, como penhor, o castelo de Ortenburgo, as cidades de Offenburg, Gengenbach e Zell am Harmersbach e as possessões imperiais no Ortenau.
Em 1335, Rodolfo IV herdou Baden-Baden pela morte do seu primo direito, Rodolfo Hesso, que morrera sem sucessão masculina. Os dois filhos de Rodolfo IV tinham casado com as duas filhas de Rodolfo Hesso.
Rodolfo IV morreu a 25 de junho de 1348. Os seus filhos dividiram a herança, ficando Frederico III com Baden-Baden e Rodolfo V com Baden-Pforzheim.

## Casamento e descendência
Rudolfo casou a 28 de fevereiro de 1318 com Liutgard de Bolanden († 1324/25), filha de Filipe V de Bolanden. Este casamento não teve descendência.
Casou em segundas núpcias, a 18 de fevereiro de 1326 com Maria de Oettingen (que morreu a 10 de junho de 1369), filha do Conde Frederico I de Oettingen. Deste casamento nasceram dois filhos:
- Frederico III (Friedrich) (ca. 1327–1353), que sucedeu ao pai em Baden-Baden, com geração;
- Rodolfo V (Rudolf) († 1361), que sucedeu ao pai em Baden-Pforzheim, sem sucessão.